# Will Cuylle
William "Will" Cuylle, född 5 februari 2002, är en kanadensisk professionell ishockeyforward som är kontrakterad till New York Rangers i National Hockey League (NHL) och spelar för Hartford Wolf Pack i American Hockey League (AHL).
Han har tidigare spelat för Windsor Spitfires i Ontario Hockey League (OHL).
Cuylle draftades av New York Rangers i andra rundan i 2020 års draft som 60:e spelare totalt.

## Statistik
| 2017–2018  | Toronto Marlboros  | GTHL       | 28  | 18 | 13 | 31  | 18  | —  | —  | —  | —  | —  |
|            | Toronto Marlboros  |            | 43  | 33 | 29 | 62  | —   | —  | —  | —  | —  | —  |
| 2018–2019  | Windsor Spitfires  | OHL        | 63  | 26 | 15 | 41  | 50  | 4  | 2  | 1  | 3  | 6  |
| 2019–2020  | Windsor Spitfires  | OHL        | 62  | 22 | 20 | 42  | 37  | —  | —  | —  | —  | —  |
| 2020–2021  | Hartford Wolf Pack | AHL        | 18  | 2  | 3  | 5   | 35  | —  | —  | —  | —  | —  |
| 2021–2022  | Windsor Spitfires  | OHL        | 59  | 43 | 37 | 80  | 48  | 25 | 15 | 16 | 31 | 30 |
| 2022–2023  | New York Rangers   | NHL        | 1   | 0  | 0  | 0   | 0   | —  | —  | —  | —  | —  |
|            | Hartford Wolf Pack | AHL        | 39  | 13 | 7  | 20  | 39  | —  | —  | —  | —  | —  |
| NHL totalt | NHL totalt         | NHL totalt | 1   | 0  | 0  | 0   | 0   | —  | —  | —  | —  | —  |
| AHL totalt | AHL totalt         | AHL totalt | 57  | 15 | 10 | 25  | 74  | —  | —  | —  | —  | —  |
| OHL totalt | OHL totalt         | OHL totalt | 184 | 91 | 72 | 163 | 135 | 29 | 17 | 17 | 34 | 36 |

### Internationellt
| Källa: Uppdaterad: 2023-01-27 | Källa: Uppdaterad: 2023-01-27 | Källa: Uppdaterad: 2023-01-27 |         | Utv = Utvisningsminuter | Utv = Utvisningsminuter | Utv = Utvisningsminuter | Utv = Utvisningsminuter | Utv = Utvisningsminuter |
| År                            | Lag                           | Mästerskap                    | Matcher | Mål                     | Assists                 | Poäng                   | Utv                     |                         |
| ----------------------------- | ----------------------------- | ----------------------------- | ------- | ----------------------- | ----------------------- | ----------------------- | ----------------------- | ----------------------- |
| 2019                          | Kanada                        | Hlinka Gretzky                | 5       | 2                       | 1                       | 3                       | 0                       |                         |
| 2022                          | Kanada                        | JVM                           | 7       | 2                       | 2                       | 4                       | 25                      |                         |
| Junior totalt                 | Junior totalt                 | Junior totalt                 | 12      | 4                       | 3                       | 7                       | 25                      |                         |